# Das Schwarze Korps

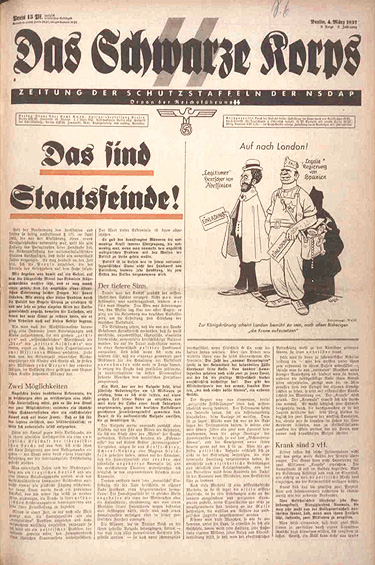
Das Schwarze Korps

Das Schwarze Korps (Nederlands: Het Zwarte Korps), met de ondertitel "Organ der Reichsführung SS - Zeitung der Schutzstaffeln der NSDAP", was het officiële nieuwsblad van de Schutzstaffel. 

## Algemene informatie
Het nieuwsblad verscheen iedere woensdag en was gratis af te halen. Iedere SS'er was verplicht het blad, dat in krantvorm verscheen, te lezen en andere personen te stimuleren om het te lezen. Hoofdredacteur van het nieuwsblad was Günther d'Alquen en de uitgever was Max Amann. Amann werkte voor de uitgeverij Franz Eher Nachfolger. 
Het blad gold als vijand van de kerk en schreef vele negatieve artikelen over de Katholieke Kerk en de Joden. Het blad was echter hoofdzakelijk gevuld met artikelen waarin de SS werd opgehemeld. Ook waren er veel artikelen te vinden over het werk dat de SS-Totenkopfstandarten in concentratiekampen verrichtten. 
De eerste editie van het nieuwsblad verscheen op 6 maart 1935 en had een oplage van 70.000 stuks. In november datzelfde jaar, reikte de oplage al tot 200.000 stuks. Het nieuwsblad groeide hard mee met het aantal SS-leden. In 1944 bereikte het blad zelf een maximale oplage van 750.000 stuks.
Het nieuwsblad werd gepubliceerd in nauwe samenwerking met de Sicherheitsdienst (SD). Alle artikelen werden eerst door de SD gecontroleerd, alvorens het blad werd uitgegeven. Ook schreef de SD zelf artikelen, welke later ook in het nieuwsblad verschenen.